# Man (album)
Pour les articles homonymes, voir Man.
Man est un album de Neneh Cherry sorti en 1996.

## Liste des titres
1. Woman
2. Feel It
3. Hornbeam
4. Trouble Man
5. Golden Ring
6. 7 Seconds (en duo avec Youssou N'Dour)
7. Kootchi
8. Beastiality
9. Carry Me
10. Together Now
11. Everything